# Allambie Heights (Nova Gales do Sul)
Allambie Heights é um subúrbio do norte de Sydney, no estado da Nova Gales do Sul, na Austrália, 17 quilômetros a nordeste do distrito empresarial central de Sydney, na área do governo local do Conselho de Praias do Norte. O local faz parte da região Praias do Norte.